# Craterul Connolly Basin

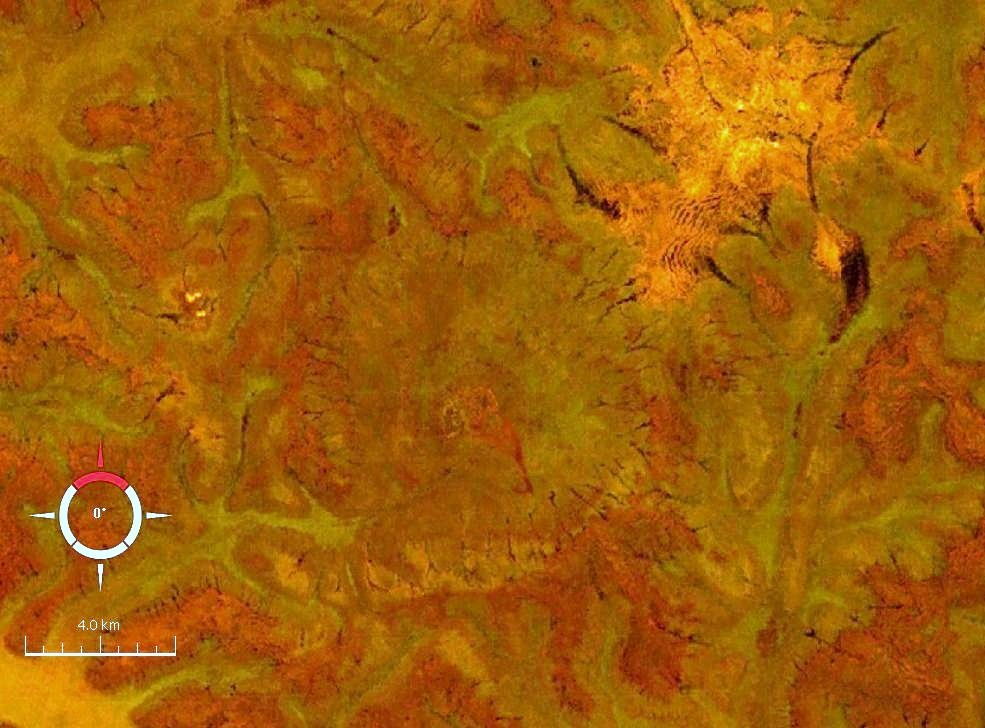
Imagine Landsat a Craterului Connolly Basin.

Connolly Basin este un crater de impact meteoritic în centrul Australiei de Vest.

## Date generale
Acesta are un diametru de aproximativ 9 kilometri și are vârsta estimată la aproximativ 60 milioane de ani (Paleocen).